# 旧馆驿古街巷
旧馆驿巷又称牛仔驿，是中国福建省泉州市的一条古街巷，位于鲤城区鲤中街道新峰社区，西街东段南侧、开元寺东塔脚斜对面，南端为东西走向的古榕巷，长约200米。此处为宋南外宗正司故址，在元明两代，驿站（清源驿）迁至宋南外宗正司东侧。明末天启年间，驿站迁于城外，地名保留。
旧馆驿巷中古迹众多，包括宋南外宗正司、元代驿站、明代染织房、御史汪旦、户部侍郎庄国桢府第、董杨宗祠；清代进士杨滨海故居、状元吴鲁读书处、龚维琨、王海文住宅、汪氏宗祠以及水陆寺、天宝池。
2001年5月，旧馆驿古街巷公布为第五批泉州市文物保护单位。